# Maisonnette

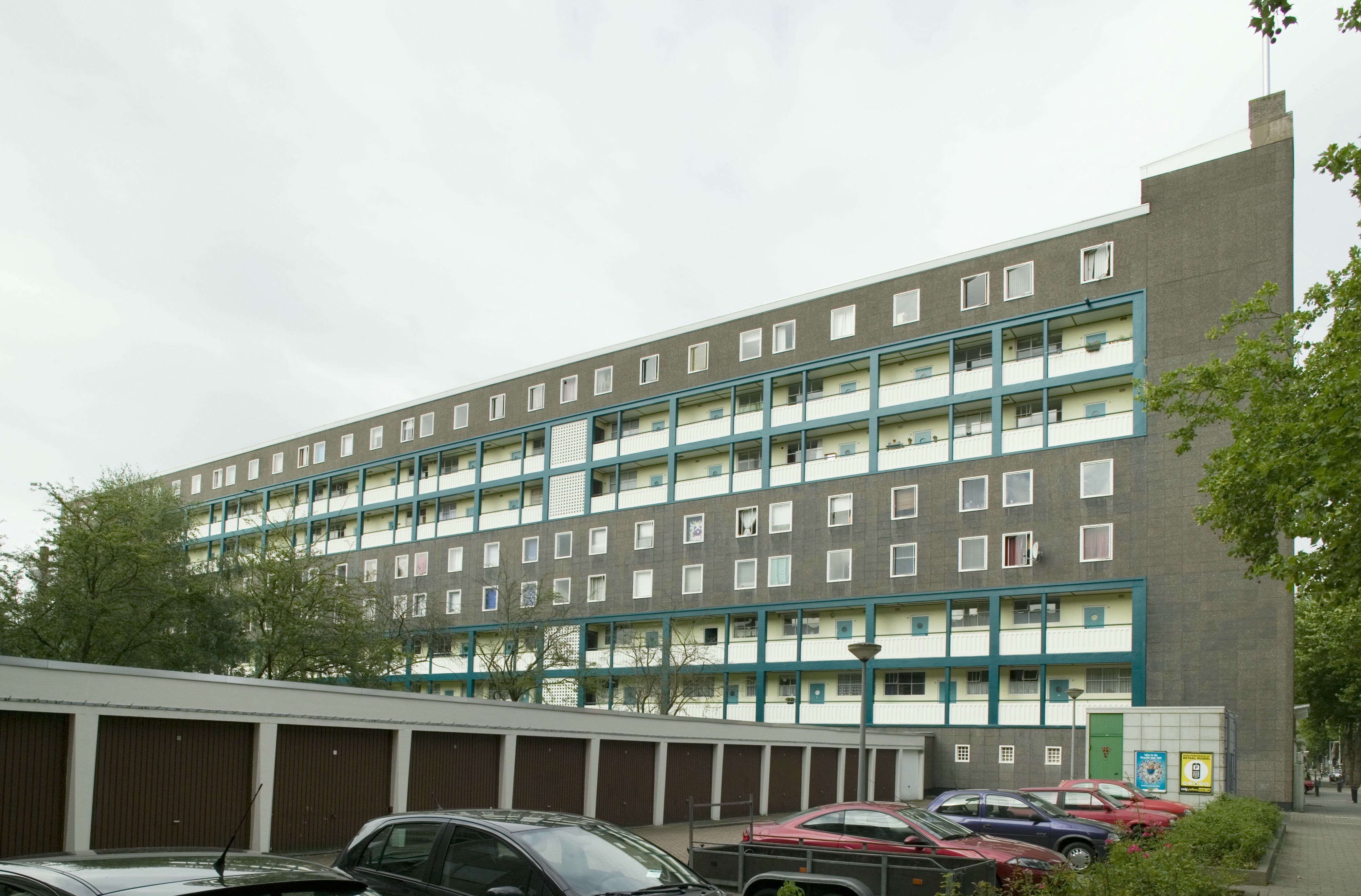
Maisonnettes in de Sloterhof in Amsterdam Nieuw-West. De onderste woonlaag heeft geen maisonnettes, maar kleinere eenlaagsappartementen. Daarboven zes lagen met om en om drie maisonnettes. Totaal zijn er vier galerijen op zeven woonlagen.

Een maisonnette (uit het Frans: maison = 'huis', -ette = achtervoegsel van verkleinwoord) is een woning in een groter gebouw, zoals een flat, met twee verdiepingen per woning, bijvoorbeeld een slaapverdieping boven de woonverdieping. Dit in tegenstelling tot een appartement, dat maar één verdieping heeft.

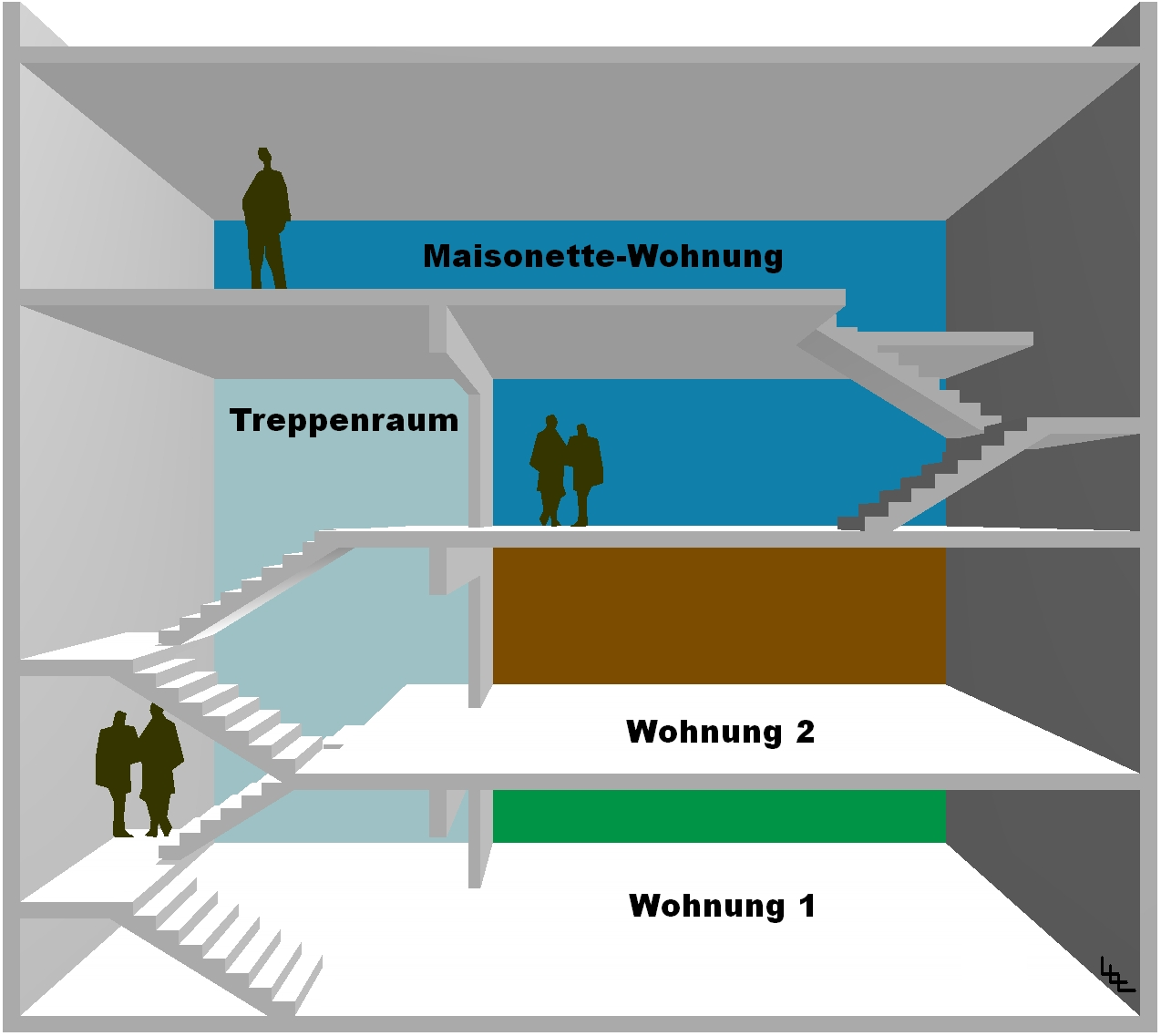
Voorbeeld van een maisonnette

Iedere maisonnette heeft een eigen toegang via een galerij of trapportaal. Bij galerijflats met maisonettes liggen de galerijen veelal om de andere bouwlaag, voor de slaapkamerverdiepingen zijn ze immers niet nodig. Vaak worden de woonlagen afwisselend onder en boven de slaapkamerlagen geplaatst, waardoor er twee galerijen boven elkaar zijn met een tussenruimte van twee bouwlagen zonder galerij.
Een bijzondere vorm zijn de Hangbrugmaisonettes aan het Dijkgraafplein in Amsterdam Nieuw-West, waarbij er per vier woonlagen één galerij is.

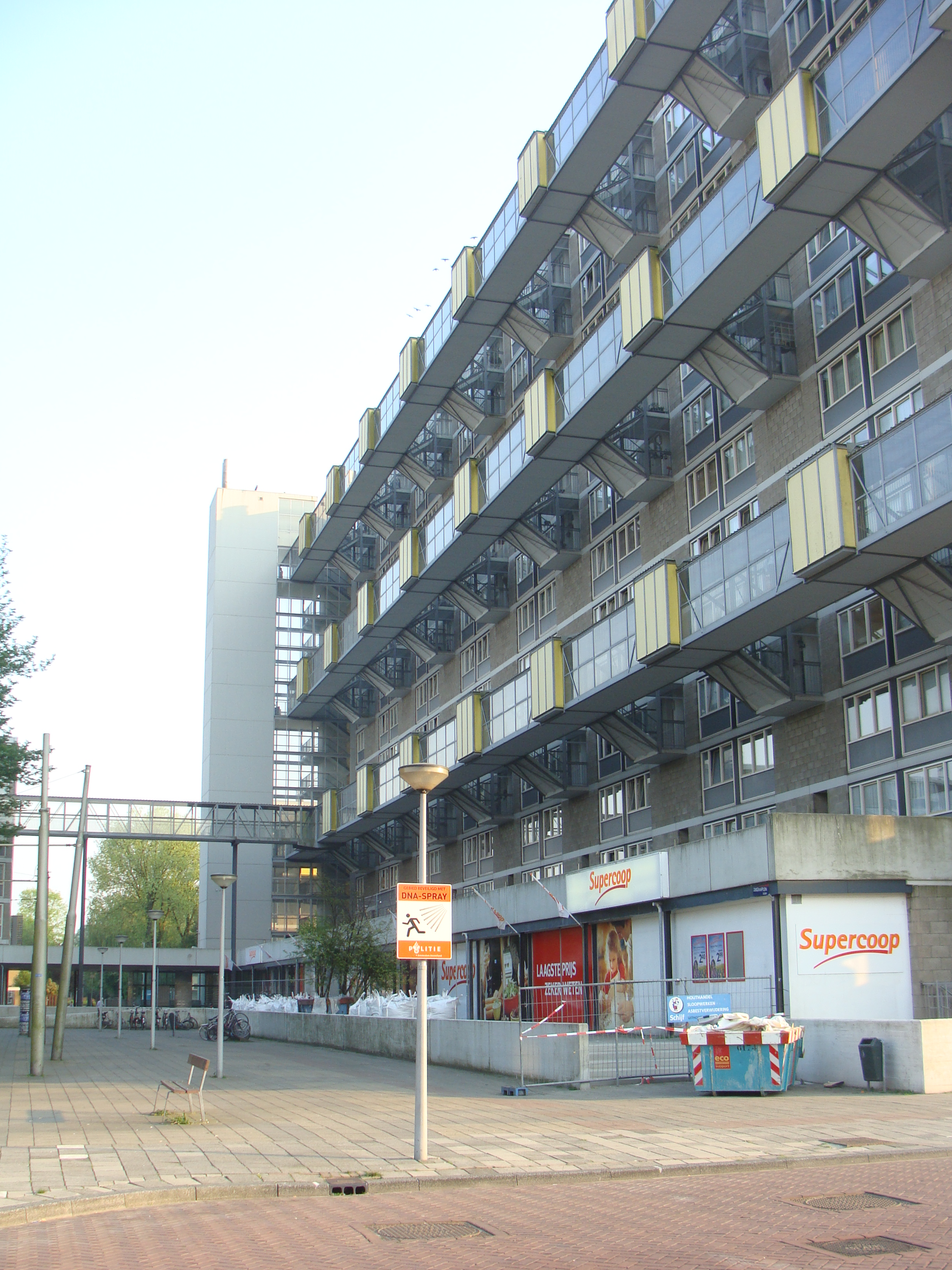
Hangbrugmaisonettes aan het Dijkgraafplein

In Vlaanderen noemt men dit een duplex, een appartement verdeeld over twee verdiepingen. Triplex bestaat ook.